# Orangetyglad bulbyl
Orangetyglad bulbyl (Pycnonotus bimaculatus) är en fågel i familjen bulbyler inom ordningen tättingar.

## Utseende och läte
Orangetyglad bulbyl är en 20 cm lång bulbyl med rundad stjärt och endast liten huvudtofs som inte alltid är rest. Ovansidan är brun och undersidan vit. Ansiktet är vacker tecknad med orangefärgade fläckar. Den har även guldgul ton på vingar och kinder. Lätet är ett hårt och bestämt ”tjik”, ofta avgivet i serier, medan sången är en bubblande tvekande ramsa.

## Utbredning och systematik
Orangetyglad bulbyl delas in i två underarter med följande utbredning:
- Pycnonotus bimaculatus barat – förekommer i bergen på sydvästra Sumatra samt västra och centrala Java
- Pycnonotus bimaculatus bimaculatus – förekommer i bergen på östra Java och Bali

Arten är införd till Lombok. Tidigare behandlades acehbulbyl (P. snouckaerti) som en del av orangetyglad bulbyl.

## Status och hot
Arten har ett stort utbredningsområde, men tros minska i antal, dock inte tillräckligt kraftigt för att den ska betraktas som hotad. Internationella naturvårdsunionen IUCN listar arten som nära hotad (LC).

## Bilder

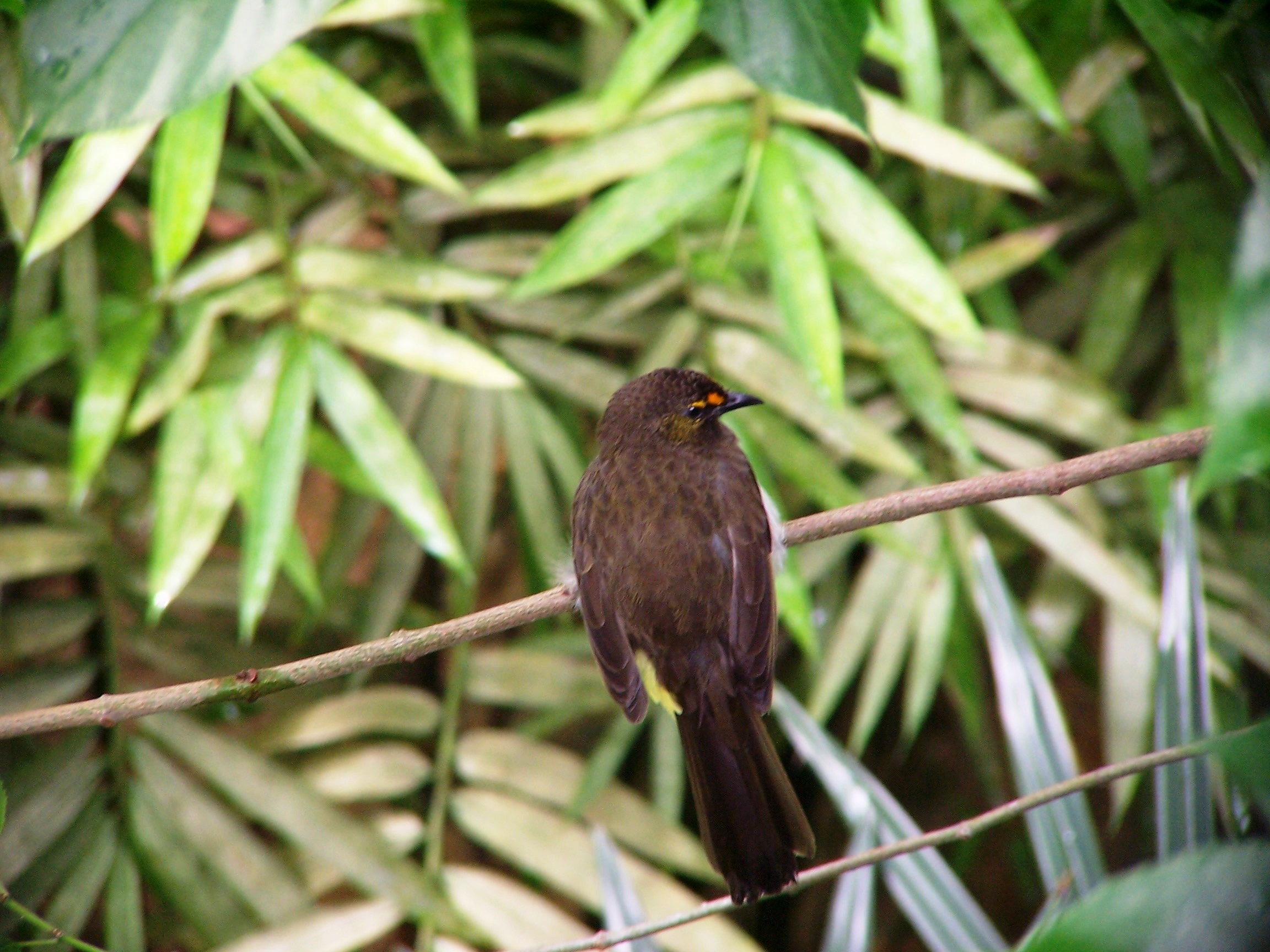
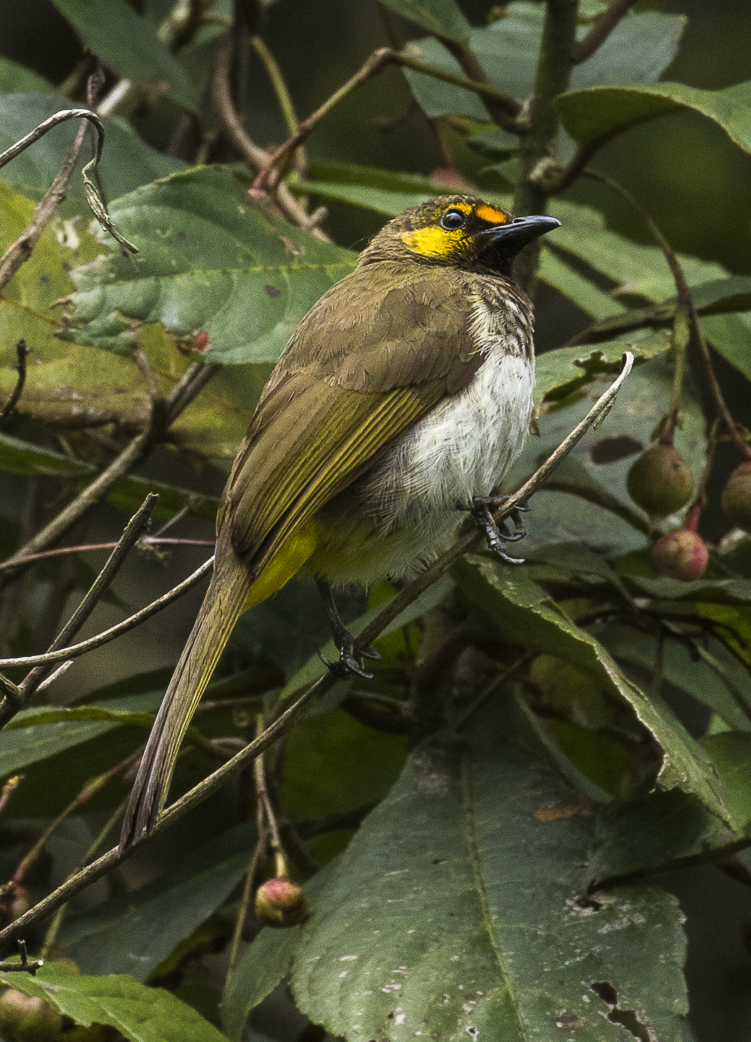